# Domo-Farm Frites

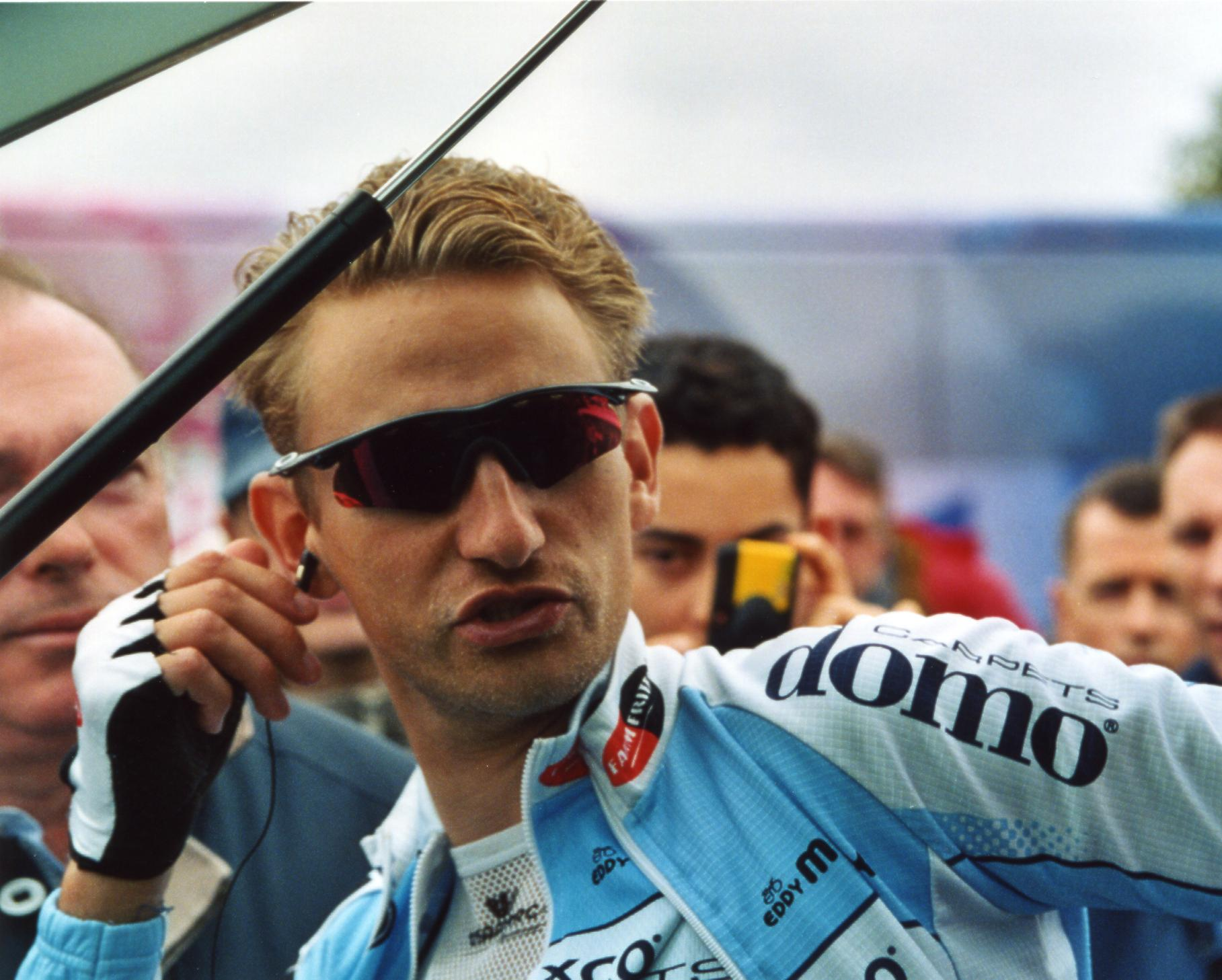
Frank Vandenbroucke bei Paris–Tours 2002

Domo-Farm Frites war ein belgisches Radsportteam, das 2001 und 2002 existierte. Größte Erfolge waren die beiden Siegen bei Paris–Roubaix 2001 und Paris–Roubaix 2002.

## Geschichte
Das Team entstand aus der Abspaltung von Patrick Lefevere und einigen Fahrern, darunter Johan Museeuw, von Mapei und einigen Fahrern von TVM-Farm Frites.
Größter Erfolg des Teams, das Klassiker und Etappen bei Rundfahrten gewann, war ein Dreifach-Erfolg bei dem Klassiker Paris–Roubaix im Jahr 2001.
Am Ende der Saison 2002 wurde bekannt, dass das Team um Lefevere und mit einigen Fahrern des aufgelösten Mapei-Teams zu Quick Step-Davitamon fusionierten. Der Hauptsponsor Domo blieb noch zwei Jahre als Co-Sponsor bei Lotto-Domo.
Gesponsert wurde das Team vom Chemieproduktehersteller Domo und dem kartoffelverarbeitenden Unternehmen Farm Frites.

## Erfolge (Auszug)
2001
- Paris-Roubaix
- Paris–Tours
- Wallonischer Pfeil
- eine Etappe Tirreno–Adriatico
- eine Etappe Paris–Nizza

2002
- Paris-Roubaix
- HEW Cyclassics
- Wallonischer Pfeil
- eine Etappe Tour de France
- eine Etappe Tour de Suisse

## Monumente-des-Radsports-Platzierungen
| Monument                 | 2001 | 2002 |
| ------------------------ | ---- | ---- |
| Mailand–Sanremo          | 3    | 2    |
| Flandern-Rundfahrt       | 10   | 2    |
| Paris–Roubaix            | 1    | 1    |
| Lüttich–Bastogne–Lüttich | 42   | 15   |
| Lombardei-Rundfahrt      | 4    | 31   |

## Bekannte Fahrer
| - Dave Bruylandts (2001–2002) - Mario De Clercq (2001) - Leif Hoste (2001–2002) - Servais Knaven (2001–2002) - Robbie McEwen (2001) - Axel Merckx (2001–2002) | - Johan Museeuw (2001–2002) - Wilfried Peeters (2001) - Romāns Vainšteins (2001–2002) - Frank Vandenbroucke (2002) - Leon Van Bon (2002) - Richard Virenque (2001–2002) |